# 松原本線料金所
松原本線料金所（まつばらほんせんりょうきんじょ）は、西名阪自動車道の松原JCT-藤井寺IC間にある本線料金所である。松原本線料金所というように松原という地名が付いているが、実際は松原市の隣り、藤井寺市に所在する。
大阪方面から天理・名古屋方面に向かう車両について、松原JCT -香芝IC間の均一料金を徴収する。
かつては、大阪方面行きの車両についても当本線料金所で通行料金を徴収していたが、料金所のレーンが少ないために、渋滞が多発していた。その渋滞を緩和させるため、大阪行き車線については、1999年（平成11年）4月に柏原本線料金所を新設、当本線料金所を天理・名古屋方面行き専用に変更し、移転で空いた場所を利用してレーンを増設した。これにより、当本線料金所付近の渋滞はほぼ解消された。

## 料金所施設
- レーン数・8
  - ETC専用:4
  - 一般:2
  - 休止:2

## 隣
E25 西名阪自動車道
(10) 松原JCT - 松原本線料金所（天理・名古屋方面のみ） - (1) 藤井寺IC